# Liechtensteiner Cup 1971/72
Der Liechtensteiner Cup 1971/72 war die 27. Austragung des Fussballpokalwettbewerbs der Herren in Liechtenstein. Der FC Triesen gewann zum siebten Mal den Titel.

## Teilnehmende Mannschaften
Folgende sechs Mannschaften nahmen am Liechtensteiner Cup teil:
| - FC Schaan - FC Vaduz - FC Ruggell | - FC Balzers - USV Eschen-Mauren - FC Triesen |

## 1. Vorrunde
Der FC Vaduz und der FC Triesen hatten für diese Runde ein Freilos.
|            | Ergebnis |                   |
| ---------- | -------- | ----------------- |
| FC Schaan  | 4:2      | FC Ruggell        |
| FC Balzers | 9:2      | USV Eschen-Mauren |

## Halbfinale
|           | Ergebnis        |            |
| --------- | --------------- | ---------- |
| FC Vaduz  | 7:3             | FC Balzers |
| FC Schaan | 1:1 (3:4 n. E.) | FC Triesen |

## Finale
Das Finale fand am 11. Juni 1972 in Vaduz statt.
| Datum      |          | Ergebnis |            |
| ---------- | -------- | -------- | ---------- |
| 11.06.1972 | FC Vaduz | 1:2      | FC Triesen |